# Grabovac, Knić
Grabovac (izvirno srbsko Грабовац) je naselje v Srbiji, ki upravno spada pod Občino Knić; slednja pa je del Šumadijskega upravnega okraja.

## Demografija
V naselju živi 615 polnoletnih prebivalcev, pri čemer je njihova povprečna starost 41,8 let (40,6 pri moških in 43,1 pri ženskah). Naselje ima 245 gospodinjstev, pri čemer je povprečno število članov na gospodinjstvo 3,10.
To naselje je, glede na rezultate popisa iz leta 2002, večinoma srbsko, a v času zadnjih 3 popisov je opazen porast števila prebivalcev.
|  |

| Demografija | Demografija     | Demografija     |
| Leto        | Št. prebivalcev | Št. prebivalcev |
| ----------- | --------------- | --------------- |
|             |                 |                 |
|             |                 |                 |
|             |                 |                 |
|             |                 |                 |
| 1948        | 559             |                 |
| 1953        | 550             |                 |
| 1961        | 556             |                 |
| 1971        | 638             |                 |
| 1981        | 718             |                 |
| 1991        | 748             | 738             |
| 2002        | 774             | 760             |
|             |                 |                 |

| Etnična sestava po popisu iz leta 2002 | Etnična sestava po popisu iz leta 2002 | Etnična sestava po popisu iz leta 2002 | Etnična sestava po popisu iz leta 2002 | Etnična sestava po popisu iz leta 2002 |
| -------------------------------------- | -------------------------------------- | -------------------------------------- | -------------------------------------- | -------------------------------------- |
| Srbi                                   | Srbi                                   |                                        | 753                                    | 99,07%                                 |
| Jugoslovani                            | Jugoslovani                            |                                        | 4                                      | 0,52%                                  |
| Črnogorci                              | Črnogorci                              |                                        | 1                                      | 0,13%                                  |
| Neznano                                | Neznano                                |                                        | 2                                      | 0,26%                                  |